# Herebeald
Herebeald fue un príncipe de los gautas, hijo y heredero del rey Hreðel según el poema Beowulf. Durante una cacería murió accidentalmente por un flechazo de su hermano Hæþcyn, la muerte produjo una gran tristeza al padre que murió de pena y en consecuencia Hæþcyn se convirtió en rey de Götaland, Suecia. La historia tiene similitud con el mito de la muerte de Balder. Herebeald correspondería a la figura de Balder, Hæþcyn a Höðr y Hreðel a Odín.